# خاویر رگالادو
خاویر رگالادو (اسپانیایی: Javier Regalado‎؛ زادهٔ ۳ دسامبر ۱۹۵۵) بازیکن فوتبال اهل مکزیک بود.
وی همچنین در تیم ملی فوتبال مکزیک بازی کرده‌است.
وی در مسابقات بین‌المللی در مجموع برندهٔ ۱ مدال طلا شده‌است.